# 诉讼代理人
诉讼代理人是指依照代理权，以当事人的名义代为实施或者接受诉讼行为，从而维护该当事人利益的诉讼参加人。诉讼代理人并不是案件的当事人，与案件无直接利害关系。诉讼代理人并不是完全从属于当事人。他在诉讼活动中具有相对独立的地位。只要是在代理权限范围内，只要是为了维护被代理人的利益，可以独立的实施或者受领意思表示，决定诉讼行为的内容和方式。诉讼代理人的代理诉讼行为是以诉讼代理权的存在为前提。如果诉讼代理人没有代理当事人进行诉讼活动的权限，其代理诉讼活动的法律后果不能归属于被代理人。
《中华人民共和国民事诉讼法》将诉讼代理人分为法定诉讼代理人和委托诉讼代理人两种。其中规范法定诉讼代理人的条款中也规定了有关指定诉讼代理人的情况。所以，作为学理上的一种分类，指定诉讼代理人这种情形在司法实践中是存在的。须要注意的是，诉讼代理人是民事诉讼法上的概念。在刑事诉讼法中与之相对应的概念是辩护人。辩护人不同于诉讼代理人，他具有比诉讼代理人更为独立的诉讼地位。